# 七ヶ瀬輪
七ヶ瀬 輪（なながせ りん）は、日本の女性声優。主にアダルトゲームに声をあてている。深井晴花（ふかい はるか）から七ヶ瀬輪に改名していたことを『美少女ゲーム声優のお仕事2』ボイスコメントで告白した。

## 人物
艶っぽい声質で大人の女性を演じることが多い。声帯が強く長時間の収録でも喉が余り枯れない体質らしく、PCゲーム「真・恋姫†無双」で共演した乃嶋架菜によると「（カラオケで）凄く歌って凄く飲んで凄く喋るのに声が嗄れない」と羨むほどである（ラジオ真・恋姫†無双第13回放送より）。

## 出演
太字は主役・メインキャラクター。

### ドラマCD
- ドラマCD ‘＆’-空の向こうで咲きますように-幻の堀出夏祭り（連城 八重）[1]

### OVA
- トロピカルKISS♡ 〜キュンっ♡となった花火はキレイでしょ？編（早乙女 凪）[2]
- 学艶七不思議（角田 未亜）

### ゲーム

#### 2001年
- 復讐〜凌辱の刃〜（後藤 希）

#### 2002年以前
- 青の扉 白の鍵（神水流 純）
- 傷モノの学園（田沢 朝見）
- D.U.O. 〜Song For All〜
- はちみつ荘 de ほっぺにチュウ（厳谷 裕子）
- るなシーズン（役名不明）
- Railway 〜ここにある夢〜（藤ノ木 ひとえ）
- 海の女神 空の女神 (桐生院 紗英)

#### 2003年
- After... CD版（三日市 沙織）
- EVE burst error（アクア・ロイド）
- 教習所のおねえさん（山際 美枝子、御手洗 留衣子）
- 木漏れ日の並木道（綾瀬 紫苑）
- オイラは番台 〜平作&健太の夢物語〜（飯島 尚美）
- たまきゅう（滝沢 一樹）
- ビッグマグナム・張本先生（アズサ、黒子）
- 人妻コスプレ喫茶（不破 涼華）
- 復讐の女神 -Nemesis-（夏樹 陽子）
- MARIONETTE -糸使い-（北条 美佐子）
- 蟲使い（風ノ宮 紫愛、ユーリア・アレクセエヴナ・ペーラヤ）
- LIBIDO7 DVD（星野 愛美）

#### 2004年
- ナースにおまかせ（皇 沙耶香）
- キャリばん（北条 美佐子）
- 木漏れ日の並木道 〜移り変わる季節の中で〜（綾瀬 紫苑）
- 特別病棟（槙村 涼子）
- Blaze of Destiny II The bginning of the fate（ケリー＝ロッケンフィールド）
- MARIONETTE -糸使い- DVD Edition（北条 美佐子）
- めじょく 〜復讐学園〜（汀 杏子）
- 凌辱荘（菱川 英理）
- 裏入学 〜淫液に濡れた教科書〜（麻桐 香澄）

#### 2005年
- マジカルウィッチアカデミー（シルヴィア・ヴェスパー）
- 秋色恋華（生方 蘭子）
- Answer Dead（来栖 美紀）
- 学園2 〜淫虐の図式〜（美樹本 麻耶）
- 彼女のお飼い者 〜2LDKペット付〜（美津島 聡美）
- 接待倶楽部（千川 芽衣、田森 圭）
- D-spray 媚薬でモテモテ 課長代理補佐（大井田 薫）
- 背徳の学園 〜闇に捧げられた乙女たち〜（高見沢 綾音）
- 不倫家族 〜誤利用は計画的に〜（立花 未知子）
- 冥色の隷姫 〜緩やかに廃滅する青珊瑚の森〜（レオノ・ウェスランド）
- 闇の声異聞録（役名不明）

#### 2006年
- 外道勇者（ディアナ、リンド）
- ダンジョンクルセイダーズ（クローディア・クラウジース、ナナミ）
- 淫皇覇伝アマツ 〜白濁の呪印〜（キルシュ）
- EXTRAVAGANZA 〜蟲愛でる少女〜（ユーリア）
- オイラは番台2（青木 澪、九条 志津香）
- 女教師・ゆうこ（夏目 和希）
- 機械仕掛けのイヴ 〜Dea Ex Machina〜（イシュタル、バアル、アマテラス）
- 終末少女幻想アリスマチック（伊集院 観影）
- 妻しぼり（椿雪 絵、蓮間 香苗）
- パルフェ -Chocolat Second Style-（川端 瑞奈）
- 人妻搾乳飯店（杵島 聖華）
- ボインにかけろ!（姫乃 一美、稲守 那由多）
- まほ☆がく 〜まほろば国際防衛大学付属学園〜（足立 綾菜）
- 牝教師 〜淫辱の教室〜（槙山 理保子）
- メンアットワーク!4 ハンター達よ永遠に（静穂＝エインズワース、ジャスティン＝クライトン）
- わんことくらそう（望月 撫子）
- D-spray2 媚薬でモテモテ 課長代理 湯けむり旅情編（大井田 薫）

#### 2007年
- 凌辱ゲリラ狩り3（テレサ・シュザンヌ）
- 恋姫†無双 〜ドキッ☆乙女だらけの三国志演義〜（夏侯惇）
- で・る・た! 〜おねだり天使とひとつ屋根のした〜（サリエル）
- 夢見師（真田 夏子）
- 艶女医（エンジョイ） 〜2人のエッチな女医とエロエロ研修体験〜（二条院 司）
- 人工少女3（T型）
- 汁だく接待 〜汁だらけの街〜（氷室 鈴奈）
- クラブ・ロマンスへようこそ（後籐 千影）
- 詩篇69 〜深淵のメサイア〜（キリア・リンドヴァール）
- Clover Point（シロツメ）
- 学食のおばさん（桜井 玖実／さくらい くみ）
- シオン 残酷な魔法の天使（美鈴 雪子）
- 綾瀬家のオンナ〜淫華の血脈〜（江田 星華）

#### 2008年
- 天ツ風 〜傀儡陣風帖〜（白夜・玉梓）
- 夏神（黛 冴子、能代 杏珠）
- 催眠凌辱学園（川井 亜希子）
- 輪姦倶楽部（早坂 夏子）[3]
- 魔法の少女シルキーリップ〜3人の女王候補〜（城ヶ谷 陽子）
- 闇の声ZERO（南田 光敏）[4]
- 超昂閃忍ハルカ（ソウカク）
- プリマ☆ステラ（小早川 美雪）
- 姫巫女 繊月（鶴来 真魚）
- とっぱら〜ざしきわらしのはなし〜（瀬織）
- Before Dawn Daybreak 〜深淵の歌姫〜（イライザ・ユーロリーズ）
- 聖奴隷女教師（汐崎 薫）
- 真・恋姫†無双 〜乙女繚乱☆三国志演義〜（夏侯惇）
- ダンジョンクルセイダーズ2 〜永劫の楽土〜（シルヴィア＝ヴェスパー）
- 淫夢学園「だめ…こんなになっちゃうのは夢の中だけなの…!」（星野 清音）
- 奴隷将校クラリス 〜白濁のグローリエ〜（クラリス・フォン・ザッハ）
- 超外道勇者（リンド）
- 凛辱の城 傀儡の王（マリー・ハルドヴィック）
- DokiDokiる〜みんぐ（御山 優）

#### 2009年
- コミュ - 黒い竜と優しい王国 -（春日部 春）
- トロピカルKISS（早乙女 凪）
- 紫電 〜円環の絆〜（ライラ・リア・ソレル）
- DEVILS DEVEL CONCEPT（向日 未空）
- おしゃぶりアナウンサー「そんなに飲まされたら……Hしたくなっちゃう☆」（西尾 彩）
- 友達の母を犯すということ（秋本 涼子）
- メモリア（シャール＝カーライル）
- 美熟母「いやらしい母さんでごめんね……」（栂野夏帆）

#### 2010年
- あるぴじ学園1.5（オートマ）
- 光輪の町、ラベンダーの少女（栗林 夏美）
- すてぃ〜るMyはぁと（小林 玲夏）
- 未亡人沙苗「私が初めてでいいの……?」（北条 沙苗）

#### 2011年
- アネカノ -お姉ちゃんとえっちであまーいヒミツの関係-（野山 藤花）
- シキガミ（鬼一法眼）
- 初恋予報。（桃屋 心愛）
- フローライトメモリーズ〜いつかきっと、約束の場所で〜（倉本 和奏）
- ラブラブル 〜lover able〜（琴宮 美冬）
- たいせつなきみのために、ぼくにできるいちばんのこと（アカネ）[5]
- 女盛りは年下好み「本気のセックス教えてあ・げ・る」（天沼 涼子）[6]

#### 2012年
- 初恋前線。（桃屋 心愛）[7]
- ‘&’ - 空の向こうで咲きますように -（連城 八重）[8]

#### 2013年
- 魔導巧殻 〜闇の月女神は導国で詠う〜[9]
- 家族計画 Re：紡ぐ糸（高屋敷 青葉）

#### 2014年
- Bradyon Veda（劉 遥砡）[10]
- 蒼穹のクレイドル（オーレリィ）[11]
- 蒼撃のイェーガー（明院 美里）[12]
- 帝都飛天大作戦（鈴鹿）[13]

#### 2015年
- イブニクル（メルテル）[14]
- Rance III -リーザス陥落-（ミリ・ヨークス）[15]

#### 2016年
- 妻みぐい3（ユーリア）
- EXTRAVAGANZA ～蟲狂編～（神野 菫）
- オトメ*ドメイン（那波 七海）
- 妻みぐい3スピンオフ ～寝取られ編～（神野 菫）
- EVE burst error A（アクア）
- シンソウノイズ ～受信探偵の事件簿～（園城寺 景子）

#### 2017年
- しゅがてん! -sugarfull tempering-（ガトー・ネージュ）
- 超昂神騎エクシール（アズエル）
- 百奇繚乱の館（神門 史華）
- 真・恋姫†夢想-革命- 蒼天の覇王（夏侯惇））[16]
- 過保護なママとむっちむちママさんバレー（御園 智恵）

#### 2018年
- 夏色ラムネ（宍戸 サヤ）
- 真・恋姫†夢想 -革命- 孫呉の血脈（夏侯惇）
- サイノガミ ～破滅も来るべき事柄も、望めば手中～（神蛇 零雅）

#### 2019年
- 絆きらめく恋いろは -椿恋歌-（ヨリシロくん、マガツミ、衣笠先生、ゆき、女子生徒A）
- 真・恋姫†夢想 -革命- 劉旗の大望（夏侯惇）
- 姦淫特急連結セット ～肉欲のクルーズトレインの旅～（四橋 理沙）
- 巣作りカリンちゃん（シュンラン）

#### 2020年
- Lkyt.（桔梗）
- 紅月ゆれる恋あかり（中邑 さくら）

#### 2021年
- パルフェリメイク（川端 瑞奈）

#### 2022年
- 戦国†恋姫EX壱 ～奥州の独眼竜編～（最上 寿水 義光）
- 真・恋姫†英雄譚 4 ～乙女耀乱☆三国志演義［呉］～（夏侯惇）

#### 2023年
- 真・恋姫†英雄譚 5 ～乙女耀乱☆三国志演義［魏］～（夏侯惇）
- 真・恋姫†英雄譚外伝 -白月の灯火-（夏侯惇）

### オンラインゲーム
- 宝石姫 JEWEL PRINCESS（オウロヴェルデ、モリブデナイト）
- 超昂大戦 エスカレーションヒロインズ（一の神鍵アズエル / 天使長アズエル）[17]

### CD
- 恋姫 無双☆魏軍合唱の陣(覇王プロジェクト〜ハオプロ〜) （夏侯惇）(2007年11月23日発売)